# Batalla de Khirbet al-Joz
La batalla de Khirbet al-Joz se libró entre las fuerzas del Ejército Árabe Sirio y el Ejército Libre Sirio para el control de la ciudad homónima. El 6 de octubre, el ELS lanzó un ataque contra la ciudad de Al-Joz Kirbet, controlada por el gobierno, cerca de la frontera con Turquía. La ELS tomó el control de la ciudad después de 12 horas de larga batalla contra las fuerzas del gobierno.

## Batalla

### Ofensiva rebelde
El 6 de octubre, los rebeldes lanzaron una ofensiva hacia la ciudad fronteriza de Khirbet al-Joz, en la Gobernación de Idlib. La ELS decía que era atacado por primera vez un puesto fronterizo gobierno justo al oeste de la ciudad. Lo que dejaba 3 rebeldes y 15 soldados gubernamentales muertos. La lucha a la tarde se intensificó en el mismo Khirbet al-Joz, cuando los rebeldes trataron de volver a tomar el pueblo. Los activistas dijeron que los rebeldes habían capturado una torre alta de agua de 3 pisos en el centro de Khirbet al-Joz, después de 12 horas de enfrentamientos con las fuerzas del gobierno.
El 7 de octubre, la ELS publicó una declaración indicando que han tomado el control total de Khirbet al-Joz y sus alrededores. El Observatorio Sirio para los Derechos Humanos confirmó la captura y pone el número de muertos en 40 soldados, incluyendo 5 oficiales y 9 rebeldes.

## Consecuencias
A finales de octubre, el ejército sirio llevó a cabo una serie de ataques aéreos contra posiciones rebeldes cerca de Khirbet al-Joz.